# Baia di Wakasa
La baia di Wakasa (若狭湾?, Wakasa-wan) è un'insenatura del Mar del Giappone nella costa occidentale dell'isola di Honshū, in Giappone.
Si estende per 2.657 km² da capo Kyōga a ovest fino a capo Echizen a est, al di là della penisola di Tango.
Dal punto di vista amministrativo abbraccia le coste della prefettura di Kyoto e della prefettura di Fukui, e vi si affacciano i porti di Maizuru e Tsuruga.

## Geografia
La baia di Wakasa si affaccia sul Mar del Giappone, e si estende nella parte nordoccidentale di Fukui, tra capo capo Kyōga e capo Echizen. Sulla riva orientale della baia si trova la regione dei cinque laghi di Mikata, designata area naturale protetta secondo la Convenzione di Ramsar. Sulla riva occidentale, nella cittadina di Mihama, è situata la spiaggia di Suisho, importante meta turistica estiva. Dal 1955, l'area della baia di Wakasa è stata dichiarata zona protetta, sotto la supervisione delle prefetture di Fukui e Kyoto.
Nella baia sfociano alcuni brevi corsi d'acqua, come lo Yura, lo Shōno e il Saburi.